# Zebrasoma flavescens
Zebrasoma flavescens (Bennett, 1828), conosciuto comunemente come pesce chirurgo giallo, è un pesce d'acqua marina appartenente alla famiglia Acanthuridae. È uno dei più comuni pesci d'acquario.

## Distribuzione e habitat

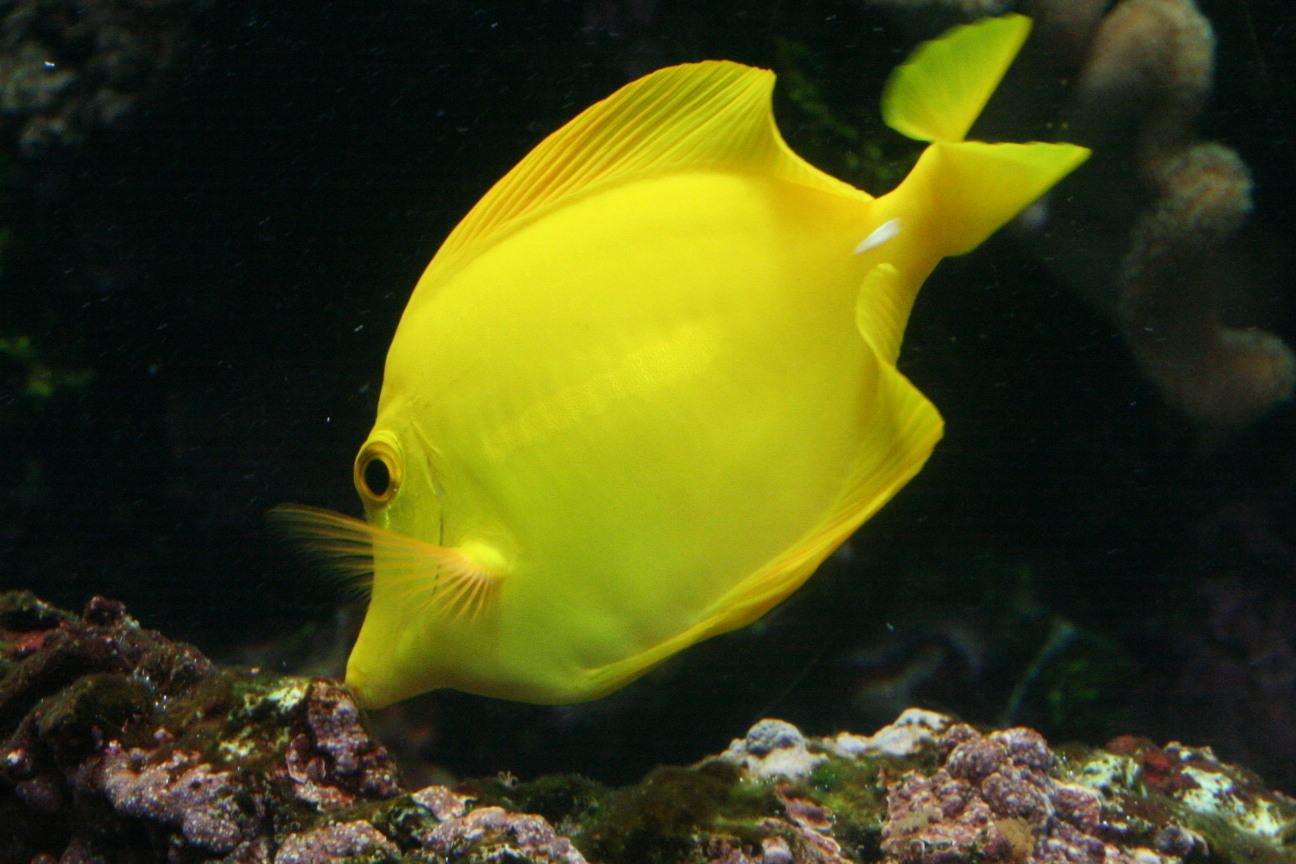
Z. flavescens alla ricerca di cibo tra le rocce vive

È diffuso principalmente in tutto l'Oceano Pacifico e Indiano, ma soprattutto nelle isole Hawaii. 

Abita principalmente le barriere coralline, preferendo temperature comprese tra i 28°/30°, ed una densità che oscilla tra i 1018/1022, da una profondità di 2 metri a una di 46 metri. Le Hawaii sono il luogo più comune per la raccolta in acquario, in cui vengono acquistati fino al 70% di esemplari per l'acquariofilia.

## Descrizione
Appartenenti alla famiglia dei pesci chirurgo, gli adulti di questa specie possono raggiungere una lunghezza massima di 37 centimetri, anche se normalmente non superano i 20 centimetri, e uno spessore di 1-2 centimetri. I maschi adulti tendono ad essere più grandi delle femmine. Tutti gli individui di questa specie presentano una livrea di un colore giallo vivo, ma di notte il giallo si dissolve leggermente e si viene a formare una macchia marrone nel mezzo, con una bianca banda orizzontale; con le prime luci del mattino ritorna velocemente il colore giallo brillante. Il corpo è di medie dimensioni, con una forma simile a una freccia, grazie alle pinne dorsali e pinne ventrali, che sono quasi un'estensione del loro corpo, e un muso appuntito, dotato di una piccola bocca. Come ogni pesce chirurgo che si rispetti presenta sul peduncolo caudale lo scudetto tipico degli Acanturidi. 

È diventata una specie molto popolare per gli acquariofili marini, poiché il pesce tende ad essere attivo, resistente, e non aggressivo nei confronti delle altre specie.

## Comportamento
Di norma i pesci chirurgo vivono in grandi branchi, ma vedere un branco di Z. flavescens è raro, poiché sono animali solitari o che nuotano in coppia. 

Gli esemplari di questa famiglia sono da considerarsi relativamente pacifici, poiché ricorrono a tecniche intimidatorie piuttosto che di combattimento vero e proprio.

## Alimentazione
Come ogni pesce chirurgo anche lo Zebrasoma flavescens è un animale erbivoro, nutrendosi, in natura, di alghe bentoniche e altro materiale vegetale marino. In cattività sono di solito nutriti con carne o pesce tipici del cibo d'acquario, ma gli effetti di questa dieta a lungo termine sono discutibili. In natura i pesci chirurgo gialli forniscono dei servizi alle tartarughe marine, rimuovendo la crescita di alghe dai loro gusci.

## Acquariofilia
Questo pesce è pescato prevalentemente per la sua alta richiesta nel campo dell'acquariofilia. In cattività è un pesce dal semplice allevamento, richiede spazi notevoli (minimo 300 litri) ed è perfetto per acquari marini o di barriera.

## Nella cultura di massa
Il Zebrasoma flavescens appare nel film Alla ricerca di Nemo e alla fine del seguito Alla ricerca di Dory, questo ha giovato ad accrescerne la popolarità nel mondo dell'acquariofilia.